# Козен, Александр Фёдорович
Александр Фёдорович Козен (1833—1916) — участник подавления восстание в Польше 1863 года, начальник 6-й пехотной и 17-й пехотной дивизий, почётный опекун, генерал от инфантерии.

## Биография
Александр Фёдорович Козен родился 15 ноября 1833 года и происходил из дворян Лифляндской губернии, лютеранского вероисповедания. Его отец Фёдор Андреевич Козен, генерал-лейтенант Корпуса инженеров путей сообщения, с 1832 года и до своей смерти в 1840 году являлся первым директором Училища гражданских инженеров в Санкт-Петербурге; брат отца, Пётр Андреевич Козен, герой Отечественной войны 1812 года, был генералом от артиллерии и членом Генерал-аудиториата.
В раннем детстве Козен был назначен пажом (в 1837 году), в 1847 году поступил в Пажеский корпус, 7 августа 1851 года пожалован в камер-пажи и 13 августа 1852 года выпущен с чином корнета в лейб-гвардии Уланский полк. Вскоре корнет Козен поступил в Императорскую военную академию, которую окончил в 1856 году по 2-му разряду, был произведён в поручики (30 августа 1857 года), а затем в штабс-капитаны (2 января 1858 года) с переводом в гвардейский Генеральный штаб чином поручика.
В 1863 году Козен участвовал в подавлении восстания в Польше, получив за отличие орден Святого Владимира 4-й степени с мечами и бантом. С 1 сентября 1864 года состоял для особых поручений при штабе войск гвардии и Петербургского военного округа, переименован в подполковники (9 ноября 1864 года), с 8 февраля 1865 года был назначен начальником штаба 2-й гвардейской пехотной дивизии и 25 февраля произведён в полковники. С 19 октября 1867 года Козен занимал пост начальника штаба 33-й пехотной дивизии, затем (с 1 января 1868 года по 5 ноября 1870 года) состоял для особых поручений при командующем войсками Одесского военного округа, после чего был причислен к российской миссии во Флоренции (затем в Риме, после его присоединения к Итальянскому королевству).
При формировании 3-го армейского корпуса Козен был назначен начальником штаба корпуса (24 февраля 1877 года) и занимал этот пост в течение 8 лет, получив 1 января 1878 года чин генерал-майора. С 15 мая 1885 года по 6 июня 1890 года командовал 2-й бригадой 29-й пехотной дивизии, 6 июня 1890 года назначен командующим 6-й пехотной дивизией, а 30 августа того же года произведён в генерал-лейтенанты с утверждением в должности начальника дивизии. 2 ноября 1892 года Козен был перемещён на должность начальника 17-й пехотной дивизии, занимая её до 23 марта 1898 года.
23 марта 1898 года генерал-лейтенант Козен был назначен почётным опекуном Санкт-Петербургского (с 1914 года — Петроградского) присутствия Опекунского совета учреждений императрицы Марии, числясь по армейской пехоте и в списках Генерального штаба, и оставался в этой должности до конца жизни; 1 апреля 1901 года был произведён в генералы от инфантерии, в 1904 году удостоен ордена Святого Александра Невского, а в 1910 году — бриллиантовых знаков этого ордена. В качестве почётного опекуна Козен был попечителем Санкт-Петербургского коммерческого училища.
Являясь к моменту смерти одним из старейших (по возрасту и старшинству) генералов русской армии генерал от инфантерии Козен скончался в Петрограде на 83-м году жизни 14 июня 1916 года.

## Семья
Александр Фёдорович Козен в 1870 году вступил в брак с фрейлиной Императорского Двора княжной Александрой Алексеевной Куракиной (1840—1919), дочерью действительного статского советника князя Алексея Борисовича Куракина (1809—1872). Александра Алексеевна и особенно её старшая сестра Елизавета Алексеевна Нарышкина (1838—1928) играли значительную роль при дворе, обе были пожалованы в статс-дамы, а Е. А. Нарышкина являлась также гофмейстериной. В 1919 году переписка А. А. Козен с императрицей Марией Фёдоровной (29 телеграмм и 18 писем за 1883—1900 годы) поступила в Тверской губернский архив, а в 1923 году была передана, как имеющая «государственное значение», в Центрархив РСФСР.
Детей у супругов Козен не было.

## Награды
За свою службу Козен был награждён многими орденами, в их числе:
- Орден Святого Владимира 4-й степени с мечами и бантом (1863 год)
- Орден Святого Владимира 3-й степени (1881 год)
- Орден Святого Станислава 1-й степени (1884 год)
- Орден Святой Анны 1-й степени (1887 год)
- Орден Святого Владимира 2-й степени (30 августа 1893 года)
- Орден Белого орла (14 мая 1896 года)
- Орден Святого Александра Невского (28 марта 1904 года; бриллиантовые знаки этого ордена пожалованы 18 апреля 1910 года)

## Комментарии
1. ↑  В справочнике С. В. Волкова ошибочно указано, что Козен окончил академию в 1858 году (по дате перевода в Генеральный штаб).
2. ↑  В справочнике С. В. Волкова ошибочно указано, что Козен стал начальником штаба 3-го армейского корпуса в 1870 году.
3. ↑  Известный военный историк А. Г. Кавтарадзе рассматривал подобный статус Козена как «курьёз»:

«В качестве курьеза укажем, что, например, „Списке Генерального штаба“ на 18 июля 1914 г. четыре генерала (А. А. Горяйнов, Л. Д. Евреинов, А. Ф. Козен и Л. А. Фредерикс) занимали должности почетных опекунов „Опекунского совета учреждений имп. Марии“»— [1] В действительности таких генералов было 5[источник не указан 1858 дней] (при подсчёте Кавтарадзе пропустил генерала В. Ф. Винберга). Генерал Е. И. Мартынов в 1906 году требовал: 

«Закрыть офицерам генерального штаба всякие боковые пути. Тот, кто хочет управлять почтами и телеграфами или быть почетным опекуном, пусть снимет военный мундир»— [2]
4. ↑  В «Списке Генерального штаба», исправленном по 1 января 1916 года, Козен значился седьмым, будучи четвёртым по возрасту.